# US Joué-lès-Tours
Union Sportive Joué-lès-Tours – francuski klub piłkarski z siedzibą w Joué-lès-Tours.

## Historia
Klub istniał w latach 1942–2008. W swojej historii przez jeden sezon występował w trzeciej lidze (w edycji 1990/1991 w grupie Centre), spadł wówczas jednak do czwartej ligi.

## Reprezentanci kraju grający w klubie
|  | - Christopher Sullivan - Régis Manon - Gaston Diamé - Ali El Omari - Sahnoune Gouda - Herby Fortunat - Guy Essame |